# Socialfilosofi
Socialfilosofi är det filosofiska studiet av samhället och sociala institutioner, angående värden, snarare än empiriska relationer.

## Socialfilosofins område
Socialfilosofin studieområde har en stor ämnesbredd, och omfattar allt från enskilda individuella ståndpunkter till lagars legitimitet, samhällskontraktets förutsättningar till revolution, vardagens funktionssätt till vetenskapens och kulturens påverkan, förändringar i den demografiska utvecklingen till den kollektivistiska ordningen i ett getingbo.

## Oklara gränser
Gränserna mellan socialfilosofi, politisk filosofi och statsfilosofi är ganska otydliga.

## Relevanta stuideområden
Nedan presenteras några ämnesområden som socialfilosofer hanterar:
- Fri vilja kontra determinism
- Traditionalism kontra (post)modernism
- Kollektivism kontra individualism
- Elit kontra massa
- Finkultur kontra masskultur
- Plikter och rättigheter
- Auktoritet och frihet
- Ideologier
- Egendom
- Civilisationskritik

## Kända socialfilosofer
Nedan presenteras en rad kända filosofer som ägnat sig åt, dock inte endast, socialfilosofi:
- Sokrates
- Platon
- Chanakya
- Konfucius
- Thiruvalluvar
- Thomas Hobbes
- Jean-Jacques Rousseau
- John Locke
- Jeremy Bentham
- John Stuart Mill
- Friedrich Hegel
- Henry George
- Karl Marx
- Pierre-Joseph Proudhon
- Mikhail Bakunin
- Peter Kropotkin
- Marshall McLuhan
- Émile Durkheim
- Max Weber
- Sigmund Freud
- Carl Jung
- John Zerzan
- Theodor Adorno
- Karl Raimund Popper
- Jürgen Habermas
- Georg Lukács
- Antonie Pannekoek
- Simone de Beauvoir
- Michel Foucault
- Noam Chomsky
- Cornelius Castoriadis
- Guy Debord
- Ivan Illich
- Terry Eagleton
- Sheila Rowbotham
- Bertrand Russell
- Tristan Tzara
- Susan Sontag
- Herbert Marcuse
- Erich Fromm
- Semjon Frank
- Antanas Maceina
- Axel Hägerström